# Rafail Levitski
Pour les articles homonymes, voir Levitski.
Rafail Sergueïevitch Levitski (en russe : Рафаи́л Сергее́вич Леви́цкий ; Saint-Pétersbourg, 1847 - Saint-Pétersbourg, 1940) est un photographe et peintre russe.

## Biographie
Rafail Levitski fut membre actif du mouvement Peredvizhniki.
Il est le fils de Sergueï Lvovitch Levitski.

## Galerie

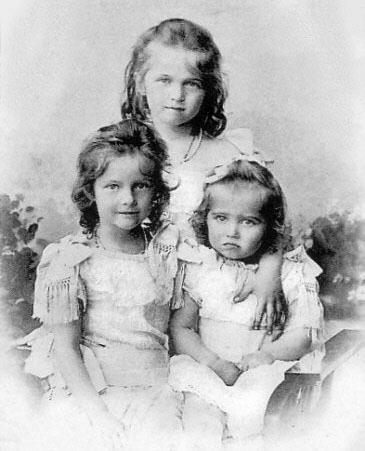
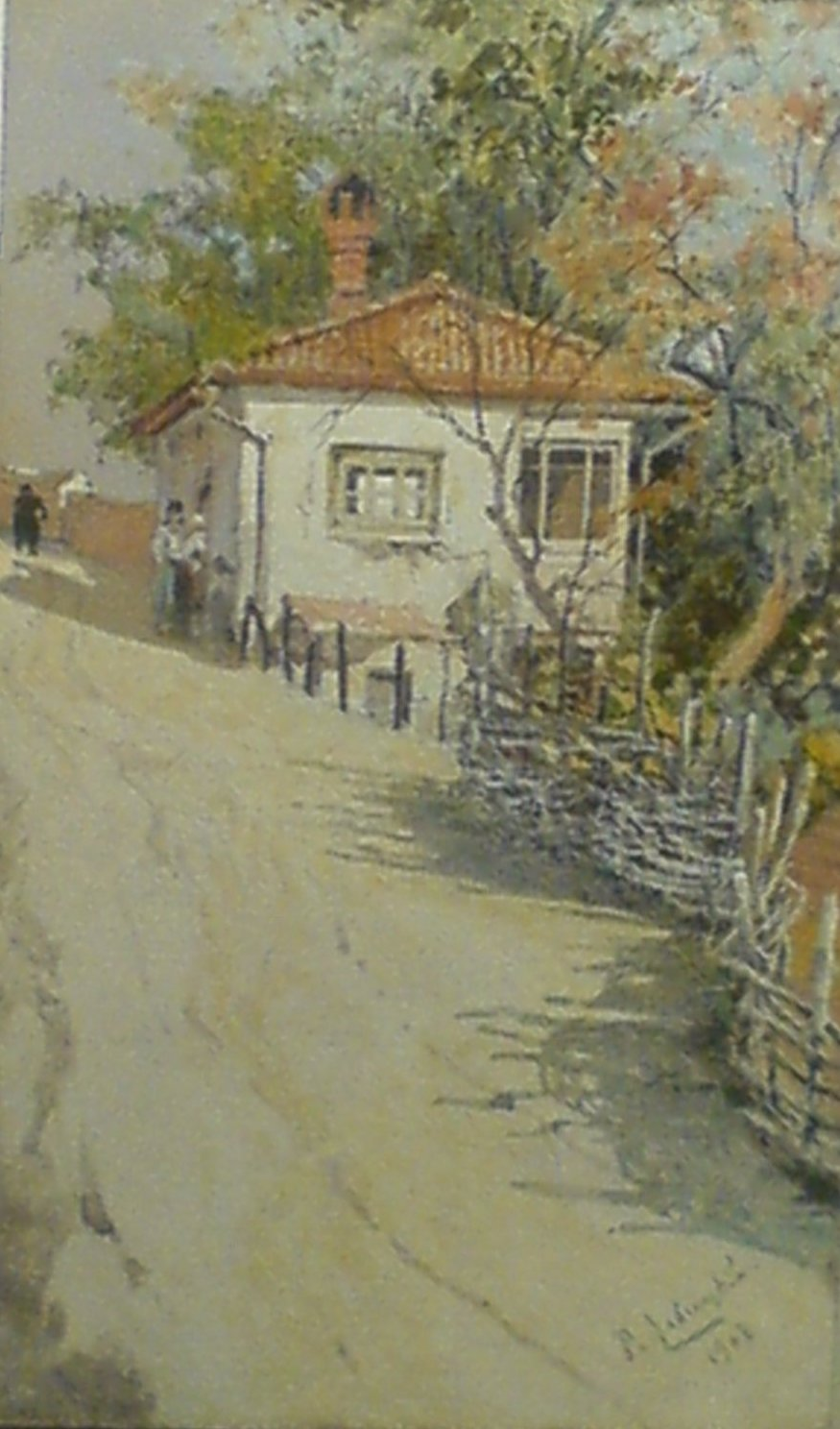
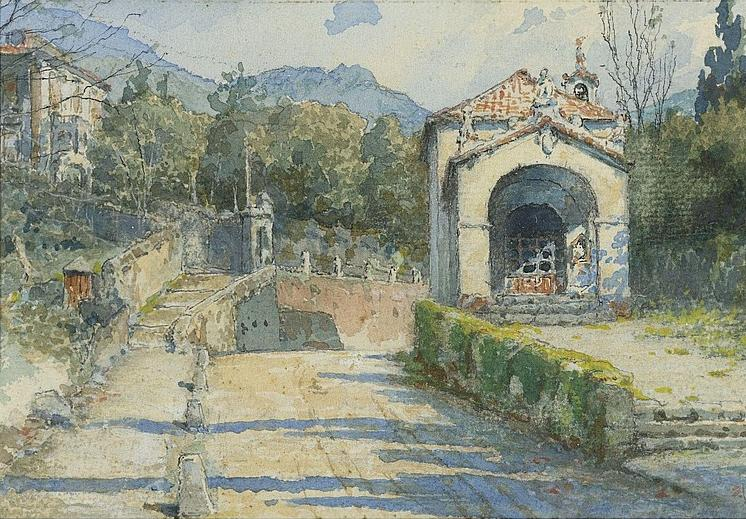
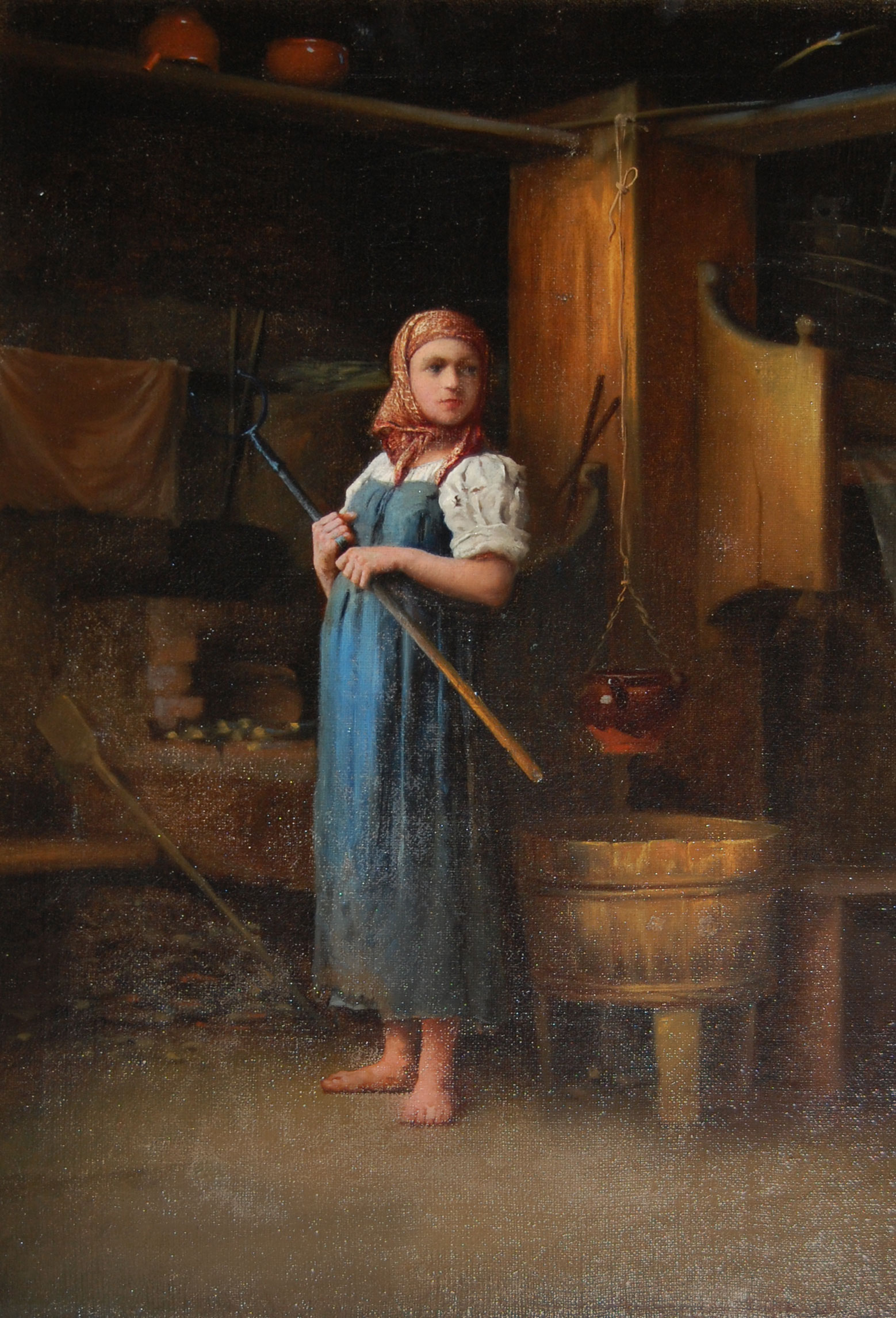
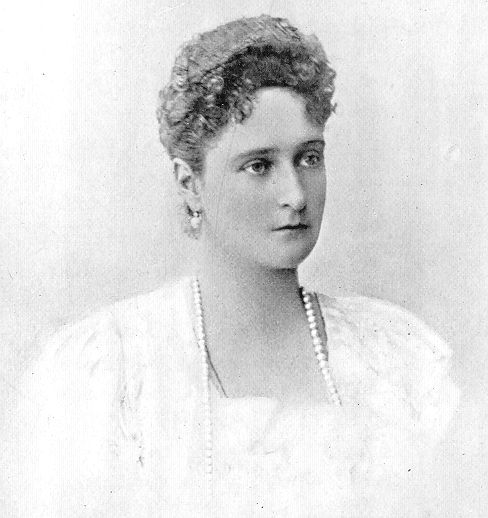